# Eugenia (plantă)
Eugenia este un gen taxonomic de plante din familia Myrtaceae, ordinul Myrtales, clasa Magnoliopsida. Numele botanic al plantei a fost dat în cinstea prințului Eugen de Savoia (1663–1736).

## Caractere morfologice, areal de răspândire
Plantele din acest gen sunt arbuștri sau arbori cu frunzele verzi tot timpul anului. Plantele ating înălțimi între 5 – 8 m, ele conțin uleiuri eterice. Arealul de răspândire sunt regiunile calde din Africa la sud de Sahara, Madagascar, Noua Caledonie, Australia și Asia de Sud Est.

## Sistematică
Genul de plante Eugenia cuprinde ca. 500 de specii:
- Eugenia abbreviata Urb., întâlnit în  Jamaica
- Eugenia aboucirensis Proctor, întâlnit în  Jamaica
- Eugenia acapulcensis Steud., întâlnit din Mexic pânâ în Panama
- Eugenia aceitillo Urb., întâlnit în  Cuba
- Eugenia acrantha Urb., întâlnit în  Cuba
- Eugenia acunae Alain, întâlnit în  Cuba
- Eugenia acutiloba DC., întâlnit în  Jamaica
- Eugenia acutissima Urb. & Ecman, întâlnit în  Cuba
- Eugenia afzelii Engl., întâlnit în Africa
- Eugenia aemula Diels, întâlnit în  Ecuador
- Eugenia aeruginea DC., întâlnit în Mexic, Cuba, Guatemala  și Belize,  și Honduras [7]
- Eugenia aggregata Ciaersc., întâlnit în    Brasilia
- Eugenia alainii Borhidi, întâlnit în  Cuba
- Eugenia alaternifolia Benth. ex O.Berg, întâlnit în Anden Ecuadors
- Eugenia albanensis Sond. întâlnit în    Africa
- Eugenia albicans (O.Berg) Urb., întâlnit în Caribic  și coasta vecină a Americii de Sud
- Eugenia albimarginata Urb. & Ecman, întâlnit în Hispaniola
- Eugenia alexandri Crug & Urb., întâlnit în  Jamaica
- Eugenia alpina (Sw.) Willd., întâlnit în  Jamaica
- Eugenia amatenangensis Lundell, întâlnit în   Mexic (Chiapas)
- Eugenia amblyophylla Urb., întâlnit în  Cuba
- Eugenia amblyosepala McVaugh, întâlnit în nordul Americii de Sud (Venezuela)
- Eugenia amplifolia Urb., întâlnit în  Jamaica
- Eugenia anafensis Urb., întâlnit în  Cuba
- Eugenia anastomosans DC., întâlnit în  Guyana
- Eugenia angustissima O.Berg, întâlnit în  Cerrado Brazilia Centrală.
- Eugenia anthacanthoides Ecman & Urb., întâlnit în  Cuba
- Eugenia arawacorum Sandwith, întâlnit în nord America de Sud (Guyana)
- Eugenia ardisioides Lundell, întâlnit în Belize
- Eugenia armeniaca Sagot, întâlnit în nord America de Sud (Guyana)
- Eugenia aschersoniana F.Hoffm., întâlnit în Africa (Tansania)
- Eugenia asperifolia O.Berg, întâlnit în Cuba
- Eugenia atropunctata Steud., întâlnit în Guayana Franceză  și Surinam
- Eugenia atricha Urb., întâlnit în Cuba
- Eugenia aurata O.Berg, întâlnit în Brasilia
- Eugenia austin-smithii Standl., întâlnit în Costa Rica  și Panama
- Eugenia axillaris (Sw.) Willd., întâlnit în Florida, Caribic, la sud de Mexic, Belize, Guatemala  și Honduras, sau „White Stopper“
- Eugenia bahorucana Alain, întâlnit în Hispaniola
- Eugenia bajaverapazana Lundell, întâlnit în  Guatemala
- Eugenia balancanensis Lundell, întâlnit în  Mexic (Tabasco)
- Eugenia banderensis Urb., întâlnit în  Cuba
- Eugenia basilaris McVaugh întâlnit în  Costa Rica
- Eugenia bayatensis Urb., întâlnit în  Cuba
- Eugenia belladerensis Urb. & Ecman, întâlnit în Hispaniola (Haiti)
- Eugenia belloi Barrie, întâlnit în  Costa Rica
- Eugenia bellonis Crug & Urb., sau „Puerto Rico Stopper“
- Eugenia beyeri Urb. întâlnit în  Cuba
- Eugenia biflora (L.) DC., sau „Blaccrodwood“ , întâlnit în  America Centrală, America de Sud, Antillen (Puerto Rico)[8]
- Eugenia blastantha (O.Berg) D.Legrand, întâlnit în sud Brasilia (Paraná, São Paulo)
- Eugenia boqueronensis Britton, întâlnit în Puerto Rico
- Eugenia borinquensis Britton, întâlnit în Puerto Rico
- Eugenia brachyclada Urb., & Ecman, întâlnit în Hispaniola (Haiti)
- Eugenia brachythrix Urb., întâlnit în Jamaica

Eugenia brasiliensis Lam.
- Eugenia brasiliensis Lam., întâlnit în  Brasilia, sau „Grumichama“
- Eugenia breedlovei Barrie, întâlnit în  Mexic (Chiapas)
- Eugenia brevipes A.Rich., întâlnit în  Cuba
- Eugenia buchholzii Engl., întâlnit în Africa
- Eugenia bucobensis Engl., întâlnit în Africa
- Eugenia bullata Pancher ex Guillaumin, întâlnit în  Noua Caledonie [9]
- Eugenia bumelioides Standl., întâlnit în Mexic (Tabasco), Guatemala  și Belize
- Eugenia byssacea McVaugh, întâlnit în nord America de Sud (Venezuela)

Eugenia buxifolia Lam.
- Eugenia buxifolia Lam., Endemisches întâlnit în  La Réunion
- Eugenia cacuminum Standl. & Steyerm., întâlnit în  Guatemala  și El Salvador
- Eugenia cahosiana Urb. & Ecman, întâlnit în Hispaniola (Haiti)
- Eugenia cajalbanica Borhidi & O. Muñiz, întâlnit în  Cuba
- Eugenia callichroma McVaugh, întâlnit în nord America de Sud (Venezuela)
- Eugenia calophylloides DC., întâlnit în Africa
- Eugenia calumettae Urb. & Ecman, întâlnit în Hispaniola (Haiti)
- Eugenia calycina Cambess., întâlnit în  Cerrado Brazilia Centrală, sau „Savannah Pitanga“
- Eugenia calycolpoides Griseb. = Eugenia punicifolia (Cunth) DC., întâlnit în Venezuela
- Eugenia camarioca C.Wright, întâlnit în Cuba
- Eugenia campestris Vell.
- Eugenia canapuensis Urb., întâlnit în Cuba
- Eugenia capensis Harv. întâlnit în Africa
- Eugenia capuli Schltdl. întâlnit în Mexic, Guatemala  și Belize
- Eugenia capulioides Lundell, întâlnit în  Mexic (Chiapas)  și Guatemala
- Eugenia cararaensis Barrie & Q. Jiménez, Costa Rica
- Eugenia cartagensis O.Berg, întâlnit în  Costa Rica  și Panama
- Eugenia catingiflora Griseb., întâlnit în  Cuba
- Eugenia caurensis Steyerm. întâlnit în nord America de Sud (Venezuela)
- Eugenia cayoana Lundell, întâlnit în  Costa Rica
- Eugenia ceibana Urb., întâlnit în  Cuba
- Eugenia cerrocacaoensis Barrie, întâlnit în  Costa Rica
- Eugenia cervina Standl. & Steyerm. întâlnit în  Guatemala
- Eugenia chacueyana Alain, întâlnit în Hispaniola (Republica Dominicană)
- Eugenia chahalana Lundell, întâlnit în  Guatemala
- Eugenia chavarriae Barrie, întâlnit în  Costa Rica
- Eugenia chepensis Standl., întâlnit în  Nicaragua, Costa Rica  și Panama
- Eugenia chiapensis Lundell, întâlnit în  Mexic (Chiapas)  și Costa Rica
- Eugenia chinajensis Standl. & Steyerm., întâlnit în  Belize  și Guatemala
- Eugenia choapamensis Standl., întâlnit în  Mexic (Oaxaca,Tabasco), Guatemala  și Belize
- Eugenia chosiana Urb. & Ecman, întâlnit în Hispaniola (Haiti)
- Eugenia christii Urb., întâlnit în Hispaniola (Haiti)
- Eugenia chrootricha Urb. & Ecman, întâlnit în Hispaniola
- Eugenia chrootrichoides Proctor, întâlnit în  Jamaica
- Eugenia chrysobalanoides DC., întâlnit în Antilele Mici
- Eugenia cincta Griseb., întâlnit în  Cuba
- Eugenia citroides Lundell, întâlnit în  Mexic (Chiapas)  și Guatemala
- Eugenia clarendonensis Urb., întâlnit în  Jamaica
- Eugenia clarensis Britton & P. Wilson, întâlnit în  Cuba
- Eugenia cocosensis Barrie, endemisches întâlnit în Costa Rica și insula Cocos
- Eugenia coffeifolia DC., întâlnit în Antilele Mici  și Guyana
- Eugenia coibensis Barrie, întâlnit în Panama
- Eugenia coloradoensis Standl., întâlnit în Panama
- Eugenia commutata O.Berg, întâlnit în Jamaica
- Eugenia complicata O.Berg, întâlnit în Cerrado Brazilia Centrală.
- Eugenia conjuncta Amshoff, întâlnit în nord America de Sud (Guyana)
- Eugenia constanzae Alain, întâlnit în Hispaniola (Republica Dominicană)
- Eugenia copacabanensis Ciaersc.,specie periclitată din cauza extinderii așezărilor din regiunea Rio de Janeiro.[10]
- Eugenia compta Rich. ex O.Berg
- Eugenia confusa DC., întâlnit în  Florida, sau „Redberry Stopper“
- Eugenia conjuncta Amshoff, întâlnit în nord America de Sud (Guyana)
- Eugenia consanguinea Merr., întâlnit în Filipine (Luzon)
- Eugenia cordata (Sw.) DC. var. cordata, întâlnit în Caribic
- Eugenia cordata (Sw.) DC. var. sintenisii (Ciaersc.) Crug & Urb., întâlnit în Caribic
- Eugenia cordifolia Wight, întâlnit în  Hochland Ceylons
- Eugenia corozalensis Britton, întâlnit în  Puerto Rico
- Eugenia coronata Schumach. & Thonn., întâlnit în    Africa.
- Eugenia corusca Barrie, întâlnit în  Nicaragua  și Costa Rica
- Eugenia costaricensis O.Berg, întâlnit în  Honduras, Nicaragua, Costa Rica  și Panama
- Eugenia cowellii Britton & P. Wilson, întâlnit în  Cuba
- Eugenia coyolensis Standl., întâlnit în  Honduras
- Eugenia crassicaulis Proctor, întâlnit în Jamaica
- Eugenia crebrifolia Steyerm., întâlnit în nord America de Sud (Venezuela)
- Eugenia crenulata (Sw.) Willd. var. crenulata, întâlnit în Großen Antillen
- Eugenia crenulata (Sw.) Willd. var. cubensis O.Berg, întâlnit în  Cuba
- Eugenia crenata Vell.
- Eugenia cribrata McVaugh, întâlnit în nord America de Sud (Venezuela)
- Eugenia cricamolensis Standl., întâlnit în  Panama
- Eugenia cristalensis Urb., întâlnit în  Cuba
- Eugenia cristaensis O.Berg, întâlnit în  Cerrado Brazilia Centrală.
- Eugenia cristata C.Wright, întâlnit în  Cuba
- Eugenia crossopterygoides A.Chev., întâlnit în    Africa
- Eugenia cuaoensis McVaugh, întâlnit în nord America de Sud (Venezuela)
- Eugenia cucullata Amshoff, întâlnit în nord America de Sud (Guyana)
- Eugenia cupulligera Urb., întâlnit în Cuba
- Eugenia curranii C.B.Rob., întâlnit în Filipine
- Eugenia curtiflora Elmer, întâlnit în Filipine (Luzon)
- Eugenia cycloidea Urb., întâlnit în  Cuba
- Eugenia cyphophloea Griseb., întâlnit în  Cuba
- Eugenia darcyi Barrie, întâlnit în  Panama
- Eugenia delpechiana Urb. & Ecman, întâlnit în Hispaniola (Haiti)
- Eugenia demeusei De Wild., întâlnit în    Africa
- Eugenia densiflora (Blume) Duthie
- Eugenia dewevrei De Wild. & T.Durand, întâlnit în    Africa
- Eugenia dictyophylla Urb., întâlnit în Hispaniola (Haiti)
- Eugenia diminutiflora Amshoff, întâlnit în    Africa
- Eugenia dinclagei Engl. & Brehmer, întâlnit în  Liberia
- Eugenia discolorans C.Wright, întâlnit în  Cuba
- Eugenia disticha (Sw.) DC., întâlnit în  Jamaica
- Eugenia dodoana Engl. & Brehmer, întâlnit în  Camerun
- Eugenia domingensis O.Berg., întâlnit în Antilele Mici
- Eugenia doubledayi Standl., întâlnit în  Honduras  și Nicaragua
- Eugenia duchassaingiana O.Berg, întâlnit în Antilele Mici
- Eugenia dulcis O.Berg, întâlnit în Brasilia
- Eugenia dusenii Engl., întâlnit în Africa

Fruct și Laub Eugenia dysenterica DC.
Fruct Eugenia dysenterica DC.
- Eugenia dysenterica DC., întâlnit în  Cerrado Brazilia Centrală, sau „Cagaita“
- Eugenia earhartii Acev.-Rodr. întâlnit în Insulele Virgine
- Eugenia earthiana P.E.Sánchez, întâlnit în Costa Rica
- Eugenia earlei Britton & P. Wilson, întâlnit în Cuba
- Eugenia egensis DC. întâlnit în  Brasilia (Amazonas), Panama și Costa Rica
- Eugenia eggersii Ciaersc., întâlnit în  Puerto Rico
- Eugenia ehrenbergiana O.Berg, întâlnit în Hispaniola
- Eugenia eliasii Lundell, întâlnit în  Guatemala
- Eugenia elliotii Engl. & Brehmer, întâlnit în  Sierra Leone
- Eugenia elliptica Lam.
- Eugenia eperforata Urb., întâlnit în Jamaica
- Eugenia eriantha Urb., întâlnit în  Cuba
- Eugenia erythrophylla Strey, întâlnit în Africa de Sud (Ostcap, CwaZulu-Natal)
- Eugenia essequiboensis Sandwith, întâlnit în nord America de Sud (Guyana)
- Eugenia esteliensis Barrie, întâlnit în Nicaragua
- Eugenia eurycheila O.Berg, întâlnit în nord America de Sud (Guyana)
- Eugenia exisa Urb., întâlnit în  Cuba
- Eugenia farameoides A. Rich., întâlnit în   vom la sud de Mexic pânâ în Honduras
- Eugenia farinacea Barrie, întâlnit în  Nicaragua  și Honduras
- Eugenia feijoi O.Berg, întâlnit în nord America de Sud, Panama
- Eugenia fernandopoana Engl. & Brehmer, întâlnit în  Camerun,Africa Centrală Republic  și Guinea Ecuatorială.[11]
- Eugenia filiformis Macfad., întâlnit în  Jamaica
- Eugenia flavoviridis Lundell, întâlnit în  Belize
- Eugenia florida DC. întâlnit în    America Centrală  și în nord America de Sud
- Eugenia foetida Pers., întâlnit în    Florida, Caribic, la sud de Mexic, Belize  și Guatemala, sau „Spanish Stopper“
- Eugenia galalonensis (C.Wright ex Griseb.) Crug & Urb., întâlnit în  America Centrală, Große Antillen  și America de Sud
- Eugenia galeata Urb., întâlnit în  Cuba
- Eugenia garcinioides Engl. & Brehmer, întâlnit în Camerun
- Eugenia gaumeri Standl., întâlnit în Mexic, Guatemala și Belize
- Eugenia gibberosa Urb., întâlnit în Cuba
- Eugenia gigas Lundell, întâlnit în Guatemala
- Eugenia gilgii Engl. & Brehmer, întâlnit în Camerun și Nigeria
- Eugenia glabrata (Sw.) DC., întâlnit în Großen Antillen
- Eugenia glandulosopunctata P.E.Sánchez & L.J.Poveda, întâlnit în  Costa Rica  și Panama
- Eugenia glaucescens Cambess.
- Eugenia glomerata Lam.
- Eugenia gomezii Barrie, Costa Rica și Panama
- Eugenia gonavensis Urb., întâlnit în Hispaniola
- Eugenia grayumii Barrie, întâlnit în  Costa Rica
- Eugenia greggii (Sw.) Poir., întâlnit în Antilele Mici
- Eugenia grifensis Urb., întâlnit în Cuba
- Eugenia grijalvae Barrie, întâlnit în Nicaragua
- Eugenia grisebachii Crug & Urb., întâlnit în Cuba
- Eugenia gryposperma Crug & Urb., întâlnit în Martinique
- Eugenia guabiju O.Berg, întâlnit în Brasilia (Rio Grande do Sul)
- Eugenia guatemalensis Donn. Sm. întâlnit în vom la sud de Mexic pânâ în Costa Rica
- Eugenia guanensis Urb., întâlnit în  Cuba
- Eugenia guayaquilensis (Cunth) DC. Vorcommem in Ecuador
- Eugenia guilleminiana Gentil, nom. nud.
- Eugenia gueinzii Sond., întâlnit în Africa
- Eugenia haberi Barrie, întâlnit în  Costa Rica
- Eugenia haematocarpa Alain, întâlnit în  Puerto Rico
- Eugenia hammelii Barrie, întâlnit în   de Nicaragua pânâ în Panama
- Eugenia haitiensis Crug & Urb., întâlnit în Hispaniola
- Eugenia hanoverensis Proctor, întâlnit în Jamaica
- Eugenia harrisii Crug & Urb., întâlnit în Großen Antillen
- Eugenia hartshornii Barrie, întâlnit în Costa Rica
- Eugenia herrerae Barrie, întâlnit în Costa Rica și Panama
- Eugenia heterochroa Urb., întâlnit în Jamaica
- Eugenia heterophylla A.Rich., întâlnit în  Cuba
- Eugenia higueyana Alain, întâlnit în Hispaniola
- Eugenia hiraeifolia Standl., întâlnit în   de Honduras pânâ în Panama
- Eugenia hodgei McVaugh, întâlnit în  Martinique
- Eugenia holdridgei Alain, întâlnit în Hispaniola (Haiti)
- Eugenia hondurensis Ant.Molina, întâlnit în  Nicaragua și Honduras
- Eugenia howardiana Proctor întâlnit în Jamaica
- Eugenia humblotii Engl. & Brehmer, întâlnit în Comoren
- Eugenia hypargyrea Standl., întâlnit în de Mexic pânâ în Costa Rica
- Eugenia ibarrae Lundell, întâlnit în Mexic, Guatemala și Belize
- Eugenia ignota Britton & P.Wilson, întâlnit în Cuba
- Eugenia imbricato-cordata Amshoff, întâlnit în Africa
- Eugenia incerta Dummer, întâlnit în    Africa
- Eugenia inocarpa DC., întâlnit în  Brasilia
- Eugenia insipida Mart. = Eugenia prasina O.Berg
- Eugenia intermedia O.Berg, întâlnit în Hispaniola
- Eugenia intibucana Barrie, întâlnit în Honduras
- Eugenia involucrata DC. sau ‘Cerejeira do mato’ , întâlnit în Brasilia.
- Eugenia isabeliana Ciaersc. întâlnit în Hispaniola
- Eugenia isosticta Urb., întâlnit în Jamaica
- Eugenia itacolumensis O.Berg, întâlnit în Brasilia
- Eugenia iteophylla Crug & Urb., întâlnit în Cuba
- Eugenia izabalana Lundell, întâlnit în Guatemala și Belize
- Eugenia jamaicensis O.Berg, întâlnit în Jamaica
- Eugenia jambosoides C.Wright ex Griseb., întâlnit în  Cuba
- Eugenia jimenezii Alain, întâlnit în Hispaniola (Republica Dominicană)
- Eugenia jutiapensis Standl. & Steyerm., întâlnit în  El Salvador  și anPazificseite de Guatemala
- Eugenia caieteurensis Amshoff, întâlnit în nord America de Sud (Guyana)
- Eugenia calbreyeri Engl. & Brehmer, întâlnit în Camerun
- Eugenia cameruniana Engl., întâlnit în  Africa, möglicherweise ausgestorben
- Eugenia carwinscyana O.Berg, întâlnit în Mexic (Chiapas), Guatemala  și Belize
- Eugenia cellyana Proctor, întâlnit în Jamaica
- Eugenia cerstingii Engl. & Brehmer, întâlnit în Guinea (Togo)
- Eugenia claineana (Pierre) Engl., întâlnit în Africa
- Eugenia clotzschiana O.Berg, întâlnit în Cerrado Brazilia Centrală.
- Eugenia coepperi Standl., întâlnit în Mexic (Chiapas), Guatemala  și Honduras
- Eugenia coolauensis O.Deg., întâlnit în Hawaii
- Eugenia cunthiana DC., întâlnit în  Brasilia
- Eugenia laeteviridis Urb., întâlnit în  Cuba
- Eugenia laevis O.Berg, întâlnit în Hispaniola
- Eugenia lambertiana DC. întâlnit în Antilele Mici  și coasta Americii de Sud.
- Eugenia lancetillae Standl., întâlnit în  Honduras
- Eugenia lamprophylla Urb., întâlnit în  Jamaica
- Eugenia lateriflora Willd., întâlnit în Insulele Virgine
- Eugenia latifolia Aubl.
- Eugenia leitonii D.Legrand, sau „Goiabão“, întâlnit în Brasilia.
- Eugenia laurae Proctor, întâlnit în  Jamaica
- Eugenia ledermannii Engl. & Brehmer, întâlnit în Camerun
- Eugenia leiocarpa (C.Wright) Crug & Urb., întâlnit în Cuba
- Eugenia lempana Barrie, întâlnit în  Honduras
- Eugenia leonensis Engl. & Brehmer întâlnit în  westl. trop. Africa (Senegal pânâ în Camerun)
- Eugenia lepidota O.Berg, întâlnit în  Costa Rica
- Eugenia letreroana Lundell, întâlnit în Mexic (Chiapas)  și Guatemala
- Eugenia leucadendron O.Berg, întâlnit în  Costa Rica
- Eugenia liesneri Barrie, întâlnit în  Guatemala, El Salvador  și Honduras
- Eugenia libanensis Urb., întâlnit în  Cuba
- Eugenia liberiana Amshoff, întâlnit în    Africa
- Eugenia librevillensis Amshoff, întâlnit în    Africa
- Eugenia ligustrina (Sw.) Willd., întâlnit în Antillen
- Eugenia ligustroides Urb. întâlnit în  Cuba
- Eugenia lindahlii Urb. & Ecman, întâlnit în  Cuba  și Hispaniola
- Eugenia linearis Rich. ex O.Berg, întâlnit în Hispaniola
- Eugenia lineata (Sw.) DC. ,întâlnit în Hispaniola
- Eugenia lineolata Urb. & Ecman, întâlnit în Hispaniola
- Eugenia lithosperma Barrie, întâlnit în  Costa Rica
- Eugenia littorea Engl. & Brehmer, întâlnit în  Guinea (Togo)
- Eugenia livida O.Berg, întâlnit în  Cerrado Brazilia Centrală.
- Eugenia llewelynii Steyerm., întâlnit în nord America de Sud (Venezuela)
- Eugenia locuples Standl. & L.O.Williams ex Barrie, întâlnit în  Honduras  și Nicaragua
- Eugenia loeseneri Urb., întâlnit în  Cuba
- Eugenia lomensis Britton & P.Wilson întâlnit în  Cuba
- Eugenia lucens Alain, întâlnit în  Cuba
- Eugenia luschnathiana Clotzsch ex O.Berg, întâlnit în  Brasilia (Bahia), sau „Pitomba“
- Eugenia lutescens Cambess., întâlnit în  Brasilia, sau „Perinha“
- Eugenia mabaeoides Wight, întâlnit în  Hochland Ceylons
- Eugenia macnabiana (Crug & Urb.) Urb., întâlnit în  Jamaica
- Eugenia macradenia Urb. & Ecman, întâlnit în Hispaniola (Republica Dominicană)
- Eugenia maestrensis Urb., întâlnit în Cuba
- Eugenia magna B.Holst, întâlnit în nord America de Sud (Venezuela)
- Eugenia magnifica Spring ex Mart., întâlnit în  Brasilia
- Eugenia magniflora Barrie, întâlnit în  Costa Rica
- Eugenia magoana Lundell întâlnit în  Guatemala
- Eugenia malangensis O.Hoffm., întâlnit în    Africa
- Eugenia mandevillensis Urb. var. mandevillensis, întâlnit în  Jamaica
- Eugenia mandevillensis Urb. var. perratonii (Proctor) Proctor, întâlnit în  Jamaica
- Eugenia marginata Pers., întâlnit în Hispaniola
- Eugenia marshiana Griseb., întâlnit în  Jamaica
- Eugenia matagalpensis P.E.Sánchez, întâlnit în  Nicaragua
- Eugenia matudae Lundell, întâlnit în  Mexic (Chiapas)
- Eugenia megalopetala Griseb., întâlnit în  Cuba
- Eugenia melanadenia Crug & Urb. var. melanadenia, întâlnit în  Cuba  și Hispaniola
- Eugenia melanadenia Crug & Urb. var. santayana Urb., întâlnit în  Cuba
- Eugenia mensurensis Urb., întâlnit în  Cuba
- Eugenia mcphersonii Barrie, întâlnit în  Panama
- Eugenia microphylla C.Abel
- Eugenia minguetii Urb., întâlnit în Hispaniola
- Eugenia moensis Britton & P.Wilson Cuba
- Eugenia molinae Barrie, întâlnit în  Honduras
- Eugenia mollifolia Urb., întâlnit în  Cuba
- Eugenia monteverdensis Barrie, întâlnit în  Costa Rica
- Eugenia monticola (Sw.) DC. var. monticola, întâlnit în  America Centrală  și aufAntillen
- Eugenia mucronata O.Berg, întâlnit în Großen Antillen
- Eugenia myriophylla Casar.
- Eugenia myrtifolia Salisb. = Eugenia Uniflora L.
- Eugenia naguana Urb., întâlnit în Cuba
- Eugenia nannophylla Urb. & Ecman, întâlnit în Hispaniola (Haiti)
- Eugenia natalitia Sond., întâlnit în Africa.
- Eugenia nematopoda Urb., întâlnit în Cuba
- Eugenia nesiotica Standl., întâlnit în Panama
- Eugenia nhanica Cambess., întâlnit în Brasilia
- Eugenia nicholsii Fawc. & Rendle, întâlnit în  Jamaica
- Eugenia nigerina A.Chev., întâlnit în    Africa
- Eugenia nigrita Lundell, întâlnit în  Mexic (Chiapas)
- Eugenia nitens DC., întâlnit în  Mauritius
- Eugenia nitida Cambess., întâlnit în  Brasilia (Rio de Janeiro).
- Eugenia nodulosa Urb., întâlnit în Cuba
- Eugenia nyassensis Engl., întâlnit în Africa
- Eugenia obanensis Bacer f., întâlnit în Africa
- Eugenia obovata O.Berg întâlnit în Antilele Mici  și Mexic
- Eugenia octopleura Crug & Urb, întâlnit în Antilele Mici  și sud Mexic pânâ în Panama
- Eugenia oerstediana O.Berg, întâlnit în Antilele Mici  și sud Mexic pânâ în Panama
- Eugenia ogoouensis Amshoff, întâlnit în Africa
- Eugenia oligadenia Urb., întâlnit în  Cuba
- Eugenia oligandra Crug & Urb., întâlnit în  Cuba
- Eugenia ovandensis Lundell, întâlnit în  Mexic (Chiapas)
- Eugenia oxysepala Urb, întâlnit în  Cuba
- Eugenia pachychlamys Donn.Sm., întâlnit în  Guatemala  și El Salvador
- Eugenia pacifica Benth., endemisches întâlnit în Costa Rica și insula Cocos,
- Eugenia padronii Alain, întâlnit în Puerto Rico
- Eugenia paloverdensis Barrie, întâlnit în Costa Rica
- Eugenia papalensis Standl. & Steyerm., întâlnit în  Guatemala
- Eugenia papayoensis Urb., întâlnit în Cuba
- Eugenia patrisii Vahl, întâlnit în Guyana
- Eugenia peninsularis Urb., întâlnit în Cuba
- Eugenia percivalii Lundell, întâlnit în Mexic (Chiapas), Guatemala  și Belize
- Eugenia perriniana Urb. & Ecman, întâlnit în Hispaniola (Haiti)
- Eugenia petrophila Urb., Vorcommem auf Cuba
- Eugenia phyllocardia Urb., întâlnit în Cuba
- Eugenia picardae Crug & Urb., întâlnit în Hispaniola (Haiti)
- Eugenia piedraensis Urb., întâlnit în Cuba
- Eugenia pilosula Crug & Urb., întâlnit în Hispaniola
- Eugenia pinariensis Urb., întâlnit în Cuba
- Eugenia pinetorum Urb., întâlnit în Cuba
- Eugenia pittieri Standl., întâlnit în Guatemala, Nicaragua, Costa Rica  și Panama
- Eugenia plicatula C.Wright, întâlnit în Cuba
- Eugenia plinioides Urb. & Ecman, întâlnit în Hispaniola (Haiti)
- Eugenia pisiformis Cambess.
- Eugenia pitanga (O.Berg) Ciaersc., întâlnit în  Brasilia
- Eugenia pitrensis Urb. & Ecman, întâlnit în Hispaniola
- Eugenia pocsiana Borhidi, întâlnit în Cuba
- Eugenia poliensisAubrév. & Pellegr., întâlnit în Africa
- Eugenia polyclada Urb. & Ecman, întâlnit în Hispaniola (Republica Dominicană)
- Eugenia polypora Urb., întâlnit în Jamaica
- Eugenia pomifera (Aubl.) Urb., întâlnit în Hispaniola
- Eugenia pozasia Urb. & Ecman, întâlnit în Cuba
- Eugenia prasina O.Berg, întâlnit în Brasilia
- Eugenia principium McVaugh, întâlnit în Mexic (Colima pânâ în Panama)
- Eugenia procera (Sw.) Poir., întâlnit în Antillen
- Eugenia pseudopsidiumJacq., întâlnit în Antillen, sau „Christmas Berry“
- Eugenia psiloclada Urb., întâlnit în Cuba
- Eugenia pteroclada Urb., întâlnit în Cuba
- Eugenia pubicalyx Alain, întâlnit în Hispaniola (Republica Dominicană)
- Eugenia punicifolia (Cunth) DC., întâlnit în  America Centrală, Cuba, America de Sud
- Eugenia pusilla N.E.Br., întâlnit în Africa
- Eugenia pyriformis Cambess. întâlnit în  Brasilia.
- Eugenia pyriformis Cambess. in A.St.-Hil. var. uvalha ( Cambess. ) D.Legrand, întâlnit în Brasilia (Paraná, Rio Grande do Sul, Santa Catarina  și São Paulo) sau „Uvalha“
- Eugenia quadrangularis Duch. ex Griseb., întâlnit în Antilele Mici
- Eugenia quercetorum Standl. & L.O.Williams ex Barrie, întâlnit în  Honduras
- Eugenia quitarensis Benth., întâlnit în nord America de Sud (Guyana)
- Eugenia ramiflora Ham., întâlnit în nord America de Sud (Guyana)
- Eugenia ramonae Borhidi & O.Muñiz, întâlnit în Cuba
- Eugenia ramoniana Urb., întâlnit în Cuba
- Eugenia ravenii Lundell, întâlnit în Mexic (Chiapas)

Eugenia reinwardtiana (Blume) DC.
- Eugenia reinwardtiana (Blume) DC., întâlnit în  nördöstlichen Australien și Papua Neuguinea.
- Eugenia recoi Standl., întâlnit în  Mexic (Oaxaca)  și Guatemala
- Eugenia rendlei Urb., întâlnit în  Jamaica
- Eugenia reticularis O.Berg, întâlnit în Hispaniola
- Eugenia retinadenia C.Wright, întâlnit în Cuba
- Eugenia revoluta Wight, întâlnit în Hochland Ceylons
- Eugenia rhombea (O.Berg) Crug & Urb., întâlnit în  Florida,Antillen, Bahamas și in America Centrală, sau „Red Stopper“
- Eugenia rigidula Britton & P.Wilson, întâlnit în  Cuba
- Eugenia rimosa C.Wright, întâlnit în Cuba
- Eugenia riograndis Lundell, întâlnit în Mexic (Tabasco), Guatemala  și Belize
- Eugenia riosiae Barrie, întâlnit în Costa Rica
- Eugenia rocana Britton & P.Wilson, întâlnit în Cuba
- Eugenia roigii Urb., întâlnit în Cuba
- Eugenia rosariensis Borhidi, întâlnit în Cuba
- Eugenia rotundifolia Wight, întâlnit în Hochland Ceylons
- Eugenia rubella Lundell, întâlnit în Mexic (Chiapas)  și Guatemala
- Eugenia rufidula Lundell, întâlnit în Belize
- Eugenia sachetae Proctor, întâlnit în Jamaica
- Eugenia sagraea O.Berg, întâlnit în  Cuba
- Eugenia salamensis Donn. Sm., întâlnit în  Guatemala, El Salvador, Nicaragua  și Costa Rica
- Eugenia samanensis Alain, întâlnit în Hispaniola (Republica Dominicană)
- Eugenia samuelssonii Ecman & Urb., întâlnit în Cuba
- Eugenia sancarlosensis Barrie, întâlnit în Costa Rica și Nicaragua
- Eugenia sanjuanensis P.E.Sánchez, întâlnit în de Nicaragua pânâ în Panama
- Eugenia sarapiquensis P.E.Sánchez, întâlnit în Costa Rica
- Eugenia sasoana Standl. & Steyerm., întâlnit în  Guatemala  și Honduras
- Eugenia sauvallei Crug & Urb., întâlnit în  Cuba
- Eugenia savannarum Standl. & Steyerm., întâlnit în Mexic, (Chiapas), Guatemala și Belize
- Eugenia saviifolia Alain, întâlnit în Puerto Rico
- Eugenia scaphephilla C.Wright, întâlnit în  Cuba
- Eugenia scheffleri Engl. & Brehmer, întâlnit în Africa (Tansania)
- Eugenia schulziana Urb., întâlnit în Jamaica
- Eugenia sclerophylla Bedd., întâlnit în Hochland Ceylons
- Eugenia sebastiani Urb., întâlnit în Cuba
- Eugenia selloi Hort. ex O.Berg, întâlnit în Brasilia
- Eugenia selvana Barrie, întâlnit în  Costa Rica
- Eugenia serrasuela Crug & Urb., întâlnit în Puerto Rico
- Eugenia serrei Urb., întâlnit în Cuba
- Eugenia shimishito Barrie, întâlnit în El Salvador
- Eugenia shoocii Lundell, întâlnit în Guatemala
- Eugenia siggersii Standl., întâlnit în Costa Rica
- Eugenia sigillata McVaugh, întâlnit în nord America de Sud (Guyana)
- Eugenia speciosa Cambess., întâlnit în Brasilia
- Eugenia sessiliflora Vahl, întâlnit în Insulele Virgine
- Eugenia shaferi Urb., întâlnit în Cuba
- Eugenia siltepecana Lundell, întâlnit în  Mexic (Chiapas)
- Eugenia scutchii C.V.Morton & Standl., întâlnit în  Costa Rica
- Eugenia sooiana Borhidi, întâlnit în  Cuba
- Eugenia sprengelii DC., întâlnit în  Brasilia.
- Eugenia stahlii (Ciaersc.) Crug & Urb., întâlnit în  Puerto Rico
- Eugenia standleyi McVaugh, întâlnit în  Mexic (Chiapas)
- Eugenia staudtii Engl. & Brehmer, întâlnit în  Camerun
- Eugenia stelechanthoides Caneh. întâlnit în Carolinen
- Eugenia stenoptera Urb., întâlnit în Cuba
- Eugenia stenoxipha Urb., întâlnit în  Cuba
- Eugenia sterophylla Urb., întâlnit în  Cuba
- Eugenia stewardsonii Britton, întâlnit în  Puerto Rico
- Eugenia stictopetala DC. întâlnit în  Antilele Mici, America Centrală  și America de Sud

Fruct Eugenia stipitata McVaugh
- Amazonas-Guave (Eugenia stipitata McVaugh), sau „Arazá“
- Eugenia strigosa (O.Berg) Arechav.
- Eugenia sturroccii R.A.Howard, întâlnit în  Cuba
- Eugenia subdisticha Urb., întâlnit în  Cuba
- Eugenia subherbacea A.Chev., întâlnit în    Africa
- Eugenia subspinulosa Borhidi & O.Muñiz, întâlnit în  Cuba
- Eugenia sulcata Spring ex Mart., întâlnit în  Brasilia
- Eugenia sulcivenia Crug & Urb., întâlnit în  Jamaica
- Eugenia sumbensis Greves, întâlnit în    Africa
- Eugenia supraaxillaris Spring ex Mart., întâlnit în  Brasilia
- Eugenia syzygioides (Miq.) M.R.Hend.
- Eugenia tabouensis Aubrév., întâlnit în    Africa
- Eugenia tapacumensis O.Berg, întâlnit în  Costa Rica  și Panama
- Eugenia tapirorum Standl. întâlnit în  Honduras
- Eugenia talbotii Ceay, întâlnit în    Africa
- Eugenia tanaensis Verdc., întâlnit în    Africa (Cenia, Tansania)
- Eugenia teapensis McVaugh, întâlnit în  Mexic (Chiapas,Tabasco)
- Eugenia temu Hooc. & Arn.
- Eugenia teresae J.F.Morales, întâlnit în  Costa Rica
- Eugenia thicaensis Verdc., întâlnit în    Africa (Cenia)
- Eugenia thollonii Amshoff, întâlnit în    Africa (Gabun, Congo)
- Eugenia thompsonii Merr., întâlnit în Marianen
- Eugenia ticalana Lundell, întâlnit în  Mexic, Guatemala, Belize  și Honduras
- Eugenia tilarana Barrie, întâlnit în  Costa Rica
- Eugenia tisserantii Aubrév. & Pellegr., întâlnit în    Africa
- Eugenia tomentosa Cambess., întâlnit în  Brasilia, sau „Cabeludinha“ sau „Cabeluda“
- Eugenia toaensis Borhidi & O. Muñiz, întâlnit în  Cuba
- Eugenia togoensis Engl., întâlnit în    Africa (Togo)
- Eugenia toledinensis Lundell, întâlnit la granița între Belize  și Guatemala
- Eugenia tomasina Urb., întâlnit în  Cuba
- Eugenia tonii Lundell, întâlnit în  Mexic (Chiapas)
- Eugenia toxanatolica Verdc., întâlnit în Africa
- Eugenia tricii Lundell, întâlnit în  Guatemala
- Eugenia trinervia Vahl, întâlnit în Antilele Mici  și America de Sud
- Eugenia trinitatis DC., întâlnit în Antilele Mici
- Eugenia truncata O.Berg întâlnit în  Costa Rica  și Panama
- Eugenia tuberculata (Cunth) DC., întâlnit în  Cuba
- Eugenia turbinata O.Berg, întâlnit în  Brasilia
- Eugenia uliginosa Lundell, Vorcomme in Mexic (Chiapas)
- Eugenia umtamvunensis A.E.van Wyc, întâlnit în    Africa
- Eugenia underwoodii Britton, întâlnit în Insulele Virgine

Cireașa de Surinam, Eugenia uniflora L.
- Cireașa de Surinam (Eugenia uniflora L.), sau „Pitanga“
- Mărul de America de Sud (Eugenia victoriana Cuatrec.), sau „Guayabilla“
- Eugenia ursina Lundell, întâlnit în  Guatemala
- Eugenia vanderveldei Urb. & Ecman, întâlnit în Hispaniola (Haiti)
- Eugenia varia Britton & P.Wilson, întâlnit în Cuba
- Eugenia vacana Lundell, întâlnit în  Belize
- Eugenia venezuelensis O.Berg, întâlnit în America Centrală și Venezuela
- Eugenia verapazensis Lundell, întâlnit în Mexic (Chiapas) și Guatemala
- Eugenia verdoorniae A.E.van Wyc întâlnit în  Africa
- Eugenia verruculata Barrie, întâlnit în Costa Rica
- Eugenia vesca Lundell, întâlnit în  Guatemala
- Eugenia victorinii Alain, întâlnit în  Cuba
- Eugenia vigiensis Urb., întâlnit în Hispaniola (Haiti)
- Eugenia virgultosa (Sw.) DC. var. jamaicensis (O.Berg) Proctor, întâlnit în  Jamaica
- Eugenia virgultosa (Sw.) DC. var. virgultosa, întâlnit în  Jamaica
- Eugenia vismeifolia Benth., întâlnit în nord America de Sud (Guyana)
- Eugenia wallenii Macfad., întâlnit în Jamaica
- Eugenia websteri Proctor, întâlnit în Jamaica
- Eugenia whytei Sprague, întâlnit în Africa
- Eugenia wilsonella Fawc. & Rendle, întâlnit în  Jamaica
- Eugenia winzerlingii Standl., întâlnit în  Mexic (Tabasco), Guatemala  și Belize
- Eugenia woodburyana Alain, întâlnit în  Puerto Rico
- Eugenia woodfrediana Urb., întâlnit în  Cuba
- Eugenia woodii Dummer, întâlnit în    Africa (Africa de Sud,Simbabwe)
- Eugenia xerophytica Britton, întâlnit în  Puerto Rico
- Eugenia xystophylla O.Berg, întâlnit în  Cuba
- Eugenia yangambensis Amshoff, întâlnit în    Africa
- Eugenia yuncceri Standl., întâlnit în  Honduras
- Eugenia yumana Alain, întâlnit în Hispaniola (Republica Dominicană)
- Eugenia zelayensis P.E.Sánchez, întâlnit în  Nicaragua
- Eugenia zenceri Engl.., întâlnit în    Africa
- Eugenia zeyheri Harv., endemisches întâlnit în  Africa de Sud.
- Eugenia zuchowsciae Barrie, întâlnit în  Costa Rica
- Eugenia zuluensis Dummer, întâlnit în    Africa